# Mesovelia
Genre
Mesovelia est un genre d'insectes hétéroptères (punaises) de la famille des Mesoveliidae (infra-ordre des Gerromorpha). 

## Liste d'espèces
Selon ITIS, ce genre comprend 30 espèces vivantes :
- Mesovelia amoena Uhler, 1894
- Mesovelia bila Jaczewski, 1928
- Mesovelia blissi Drake, 1949
- Mesovelia cryptophila Hungerford, 1924
- Mesovelia dentiventris Linnavuori, 1971
- Mesovelia easaci Jehamalar & Chandra, 2017
- Mesovelia ebbenielseni Andersen & Weir, 2004
- Mesovelia egorovi Kanyukova, 1981
- Mesovelia furcata Mulsant & Rey, 1852
- Mesovelia hackeri Harris & Drake, 1941
- Mesovelia halirrhyta J. Polhemus, 1975
- Mesovelia hambletoni Drake & Harris, 1946
- Mesovelia horvathi Lundblad, 1933
- Mesovelia hungerfordi Hale, 1926
- Mesovelia indica Horváth, 1915
- Mesovelia kumaria Jehamalar & Chandra, 2017
- Mesovelia lillyae Jehamalar & Chandra, 2017
- Mesovelia melanesica J. Polhemus & D. Polhemus, 2000
- Mesovelia miyamotoi Kerzhner, 1977
- Mesovelia mulsanti White, 1879
- Mesovelia pacifica Usinger, 1946
- Mesovelia polhemusi Spangler, 1990
- Mesovelia stysi J. Polhemus & D. Polhemus, 2000
- Mesovelia subvittata Horváth, 1915
- Mesovelia thermalis Horváth, 1915
- Mesovelia thomasi Hungerford, 1951
- Mesovelia tuberculata Floriano & Moreira in Floriano et al., 2016
- Mesovelia ujhelyii Lundblad, 1933
- Mesovelia vittigera Horváth, 1895
- Mesovelia zeteki Harris & Drake, 1941

Une espèce fossile a également été découverte : †Mesovelia dominicana Garrouste & Nel, 2010.